# Blaca (Chorwacja)
Blaca – wieś w Chorwacji, w żupanii splicko-dalmatyńskiej, w mieście Solin. W 2011 roku liczyła 2 mieszkańców.